# 20a etapa del Tour de França de 2010
La 20a etapa del Tour de França de 2010 es disputà el diumenge 25 de juliol de 2010 sobre un recorregut de 102,5 km entre Longjumeau i l'avinguda dels Camps Elisis de París. La victòria fou pel britànic Mark Cavendish (Team HTC-Columbia), que d'aquesta manera aconseguia la seva cinquena etapa de la present edició del Tour de França. L'italià Alessandro Petacchi acabà segon d'etapa, i d'aquesta manera confirmà el seu lideratge en la classificació per punts. La resta de classificacions no canviaren, guanyant Alberto Contador el seu tercer Tour de França.

## Perfil de l'etapa
Etapa totalment plana pels afores de París, fins a arribar a l'avinguda dels Camps Elisis, on es fa un petit circuit al qual s'han de donar 9 voltes.

## Desenvolupament de l'etapa
Etapa de tràmit i de celebracions per Alberto Contador, virtual vencedor de la present edició. Un cop al circuit de l'avinguda dels Camps Elisis els ciclistes acceleraren el ritme i es formà alguna escapada. La més important estavà formada per 11 ciclistes, però tot i encapçalar la cursa durant tres voltes, van ser finalment caçats en la darrera d'elles per un gran grup encapçalat pels equips dels esprintadors. Mark Cavendish guanyà clarament l'esprint. Alessandro Petacchi s'assegurà el mallot verd i Alberto Contador guanyà el seu tercer Tour.

## Esprints intermedis
| 1r | Aleksandr Kuschynski (BLR) | 6 pts |
| 2n | Marcus Burghardt (GER)     | 4 pts |
| 3r | Rubén Pérez Moreno (ESP)   | 2 pts |

| 1r | Karsten Kroon (NED)   | 6 pts |
| 2n | Sandy Casar (FRA)     | 4 pts |
| 3r | Christian Knees (GER) | 2 pts |

## Classificació de l'etapa
|    | Ciclista                  | Equip               | Temps      |
| -- | ------------------------- | ------------------- | ---------- |
| 1  | Mark Cavendish (GBR)      | Team Columbia-HTC   | 2h 42' 21" |
| 2  | Alessandro Petacchi (ITA) | Lampre-Farnese Vini | m. t.      |
| 3  | Julian Dean (NZL)         | Garmin-Transitions  | m. t.      |
| 4  | Jürgen Roelandts (BEL)    | Omega Pharma-Lotto  | m. t.      |
| 5  | Óscar Freire (ESP)        | Rabobank ProTeam    | m. t.      |
| 6  | Gerald Ciolek (GER)       | Team Milram         | m. t.      |
| 7  | Thor Hushovd (NOR)        | Cervélo TestTeam    | m. t.      |
| 8  | Matti Breschel (DEN)      | Team Saxo Bank      | m. t.      |
| 9  | Robbie McEwen (AUS)       | Team Katusha        | m. t.      |
| 10 | Daniel Oss (ITA)          | Liquigas-Doimo      | m. t.      |

## Classificació general
|    | Ciclista                 | Equip              | Temps       |
| -- | ------------------------ | ------------------ | ----------- |
| 1  | Alberto Contador         | Team Astana        | 91h 58' 48" |
| 2  | Andy Schleck             | Team Saxo Bank     | + 0' 39"    |
| 3  | Denís Ménxov             | Rabobank ProTeam   | + 2' 01"    |
| 4  | Samuel Sánchez           | Euskaltel–Euskadi  | + 3' 40"    |
| 5  | Jurgen Van den Broeck    | Omega Pharma-Lotto | + 6' 54"    |
| 6  | Robert Gesink            | Rabobank ProTeam   | + 9' 31"    |
| 7  | Ryder Hesjedal           | Garmin Transitions | + 10' 15"   |
| 8  | Joaquim Rodríguez Oliver | Team Katyusha      | + 11' 37"   |
| 9  | Roman Kreuziger          | Liquigas-Doimo     | + 11' 54"   |
| 10 | Christopher Horner       | Team RadioShack    | + 12' 02"   |

## Classificacions annexes
|    | Ciclista                  | Equip               | Total   |
| -- | ------------------------- | ------------------- | ------- |
| 1r | Alessandro Petacchi (ITA) | Lampre-Farnese Vini | 243 pts |
| 2n | Mark Cavendish (GBR)      | Team HTC-Columbia   | 232 pts |
| 3r | Thor Hushovd (NOR)        | Cervélo TestTeam    | 222 pts |

|    | Ciclista                | Equip                 | Total   |
| -- | ----------------------- | --------------------- | ------- |
| 1r | Anthony Charteau (FRA)  | Bbox Bouygues Telecom | 143 pts |
| 2n | Christophe Moreau (FRA) | Caisse d'Epargne      | 128 pts |
| 3r | Andy Schleck (LUX)      | Team Saxo Bank        | 116 pts |

|    | Ciclista              | Equip            | Temps       | Temps |
| -- | --------------------- | ---------------- | ----------- | ----- |
| 1r | Andy Schleck (LUX)    | Team Saxo Bank   | 91h 59' 27" |       |
| 2n | Robert Gesink (NED)   | Rabobank ProTeam | + 8' 52"    |       |
| 3r | Roman Kreuziger (CZE) | Liquigas-Doimo   | + 11' 05"   |       |

|    | Equip                  | Temps        | Temps |
| -- | ---------------------- | ------------ | ----- |
| 1r | Team RadioShack (USA)  | 276h 02' 03" |       |
| 2n | Caisse d'Epargne (ESP) | + 9' 15"     |       |
| 3r | Rabobank ProTeam (NED) | + 27' 49"    |       |

## Abandonaments
No es produí cap abandonament durant l'etapa.